# ایچان‌قلعه
ایچان‌قلعه یا قلعۀ ایچان در شهر خیوه، ازبکستان واقع گردیده است. شهر قدیمی دارای بیش از ۵۰ بناهای تاریخی و ۲۵۰ خانه‌های قدیمی از سدۀ هجدهم یا نوزدهم است. یکی از این بناهای قدیمی مسجد جامع می‌باشد که در در قرن دهم ساخته شده‌است. جذاب‌ترین قسمت قلعۀ ایچان دیواره‌های آجری ان است. این بنا در سال ۱۹۹۰ در فهرست  میراث جهانی یونسکو ثبت شده و از آن محافظت می‌شود.

## نگارخانه

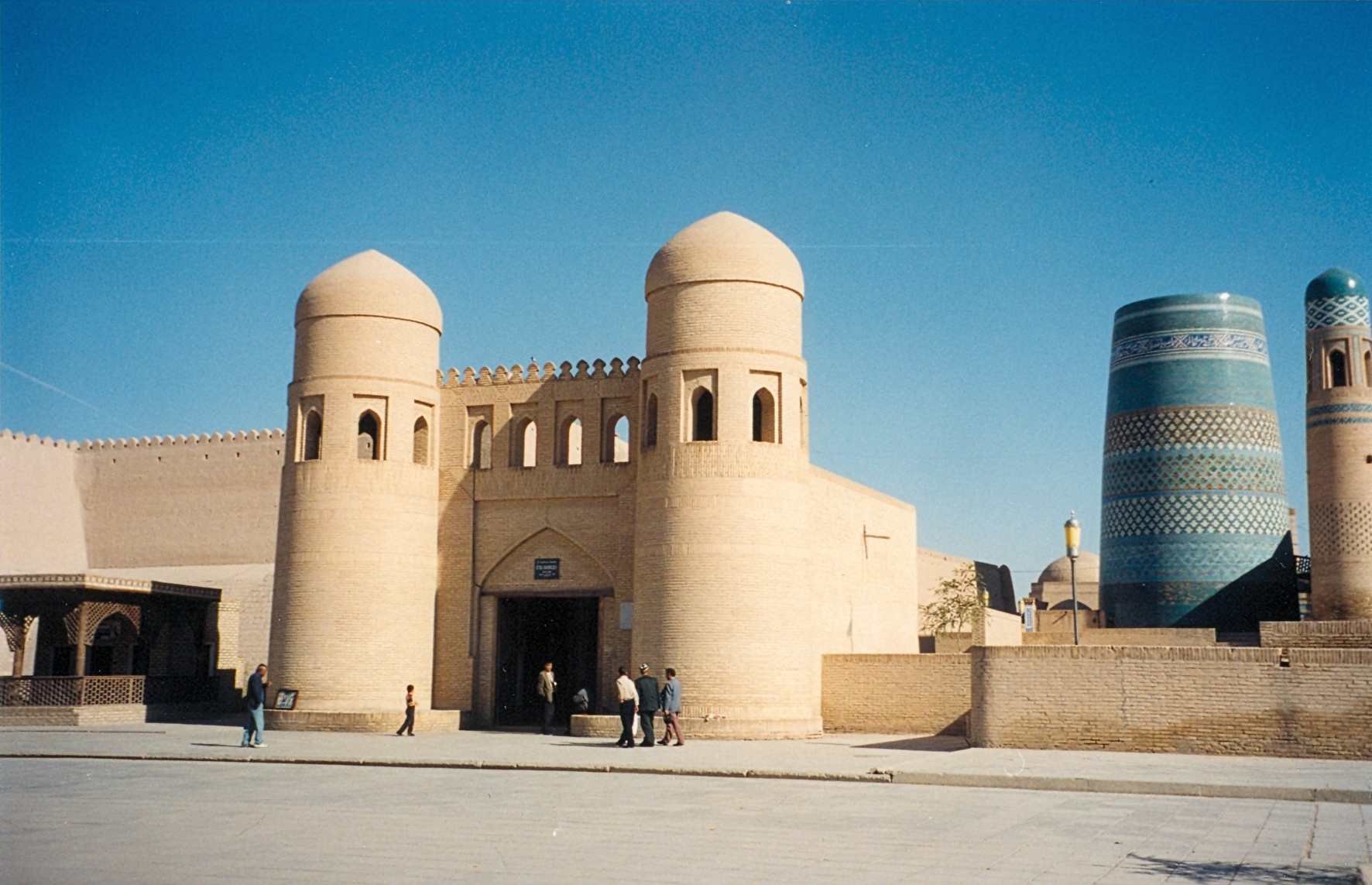
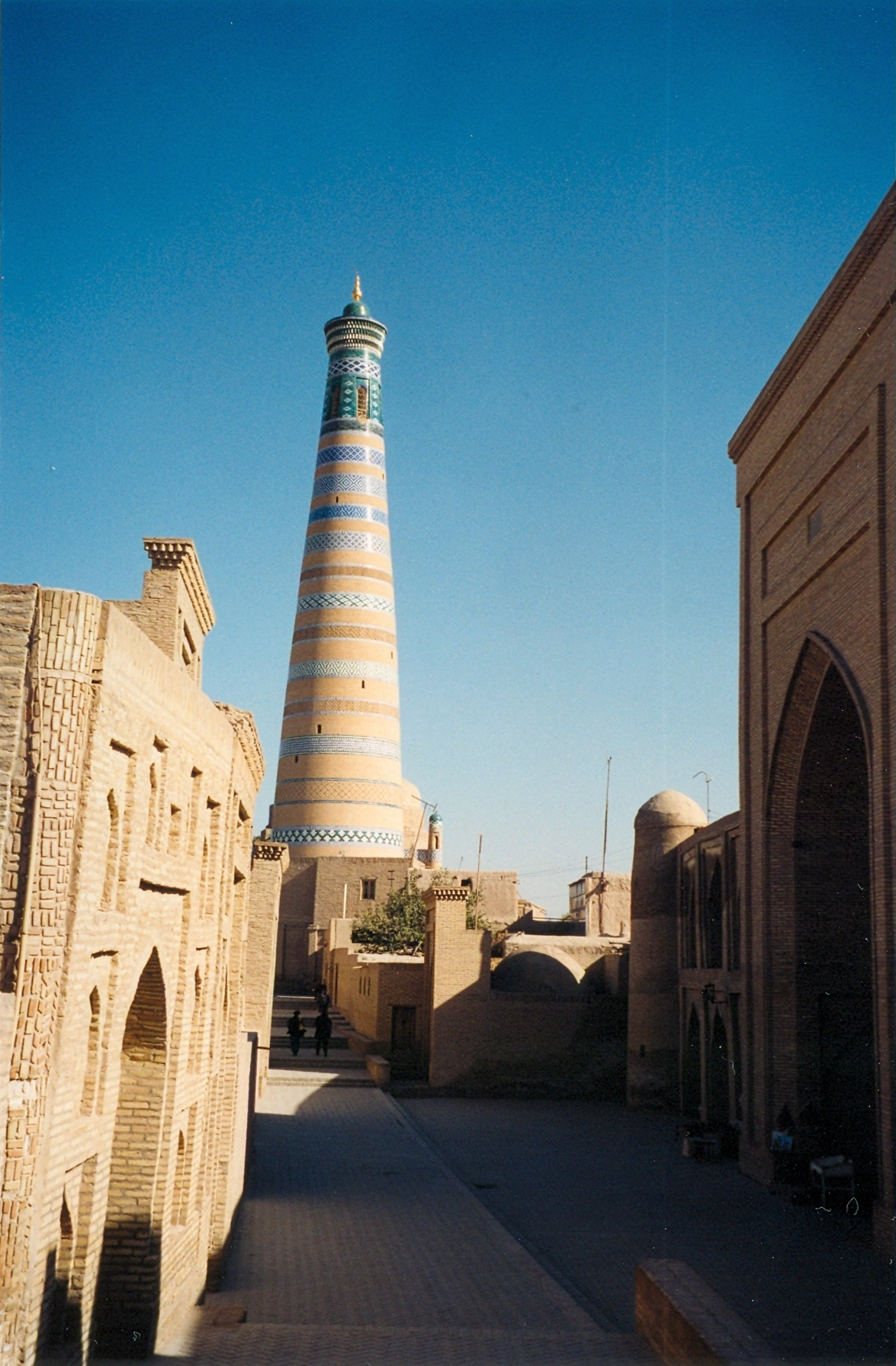
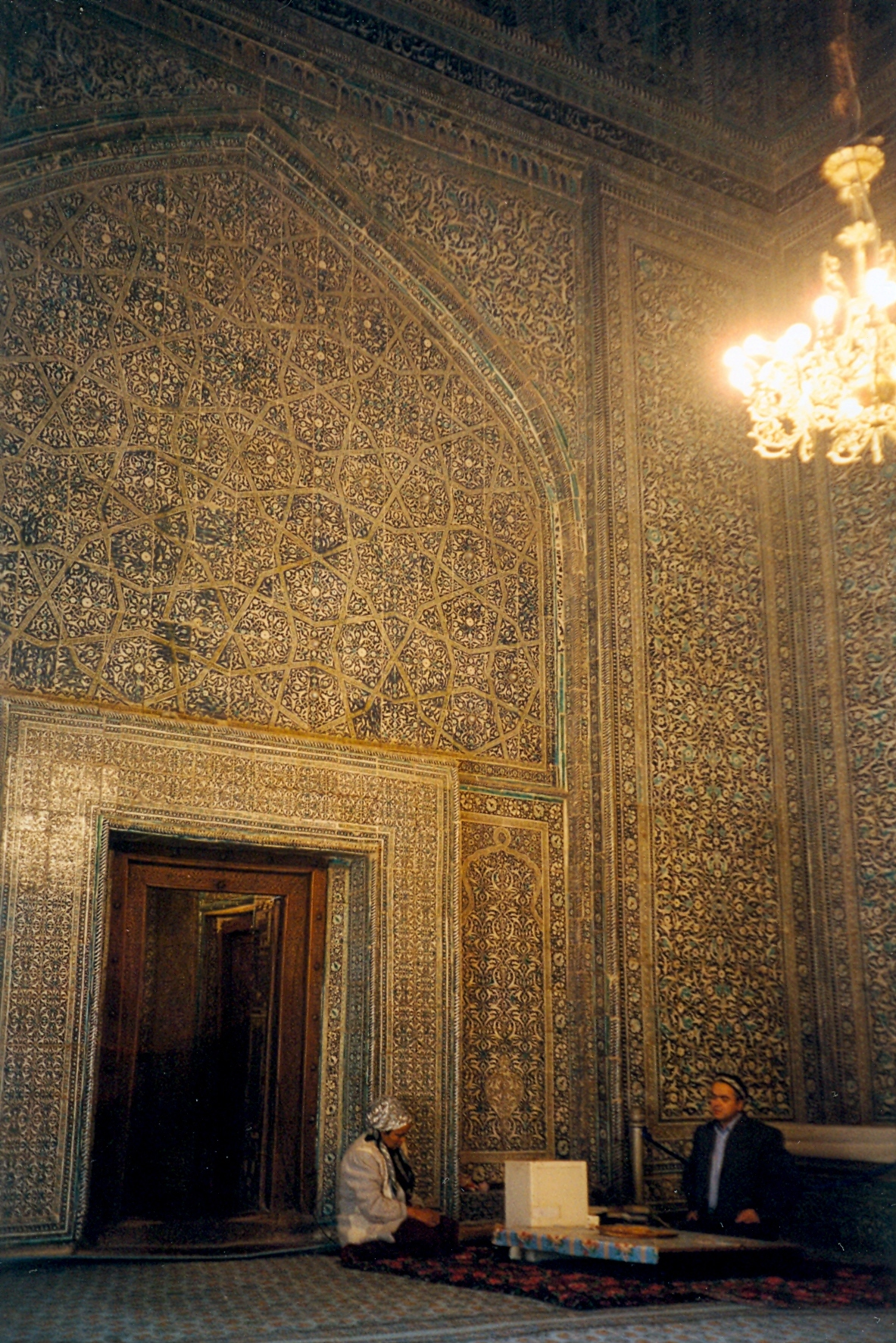